# Étopéridone
L'étopéridone est un agent antidépresseur de la famille des phénylpipérazines qui a été introduit en Europe en 1977,,.